# Bahnstrecke Kaufering–Landsberg am Lech
| Streckennummer (DB): | 5364                 |                                     |                                     |
| Kursbuchstrecke (DB): | 986                  |                                     |                                     |
| Kursbuchstrecke: | 404a (1946)          |                                     |                                     |
| Streckenlänge: | 4,825 km             |                                     |                                     |
| Spurweite: | 1435 mm (Normalspur) |                                     |                                     |
| Streckenklasse: | D4                   |                                     |                                     |
| Maximale Neigung: | 5 ‰                  |                                     |                                     |
| Minimaler Radius: | 300 m                |                                     |                                     |
| Streckengeschwindigkeit: | 100 km/h             |                                     |                                     |
| Zugbeeinflussung: | PZB                  |                                     |                                     |
| |                      |                                     |                                     |
| \| \| \| von Bobingen \| \| \| \| \| von Buchloe \| \| \| \| 0,000 \| Kaufering \| 591 m \| \| \| \| nach München \| \| \| \| 2,680 \| Bundesautobahn 96 (48 m)[1] \| Bundesautobahn 96 (48 m)[1] \| \| \| 4,006 \| Landsberg (Lech) Schule (seit 1980) \| Landsberg (Lech) Schule (seit 1980) \| \| \| 4,825 \| Landsberg (Lech) \| 586 m \| \| \| \| nach Schongau \| \| \| \| \| \| \| \| Quellen: [2][3][4] \| \| \| \| |                      |                                     |                                     |
| Strecke |                      | von Bobingen                        | von Bobingen                        |
| Abzweig geradeaus und von rechts |                      | von Buchloe                         | von Buchloe                         |
| Bahnhof | 0,000                | Kaufering                           | 591 m                               |
| Abzweig geradeaus und nach links |                      | nach München                        | nach München                        |
| Brücke | 2,680                | Bundesautobahn 96 (48 m)            | Bundesautobahn 96 (48 m)            |
| Haltepunkt / Haltestelle | 4,006                | Landsberg (Lech) Schule (seit 1980) | Landsberg (Lech) Schule (seit 1980) |
| Bahnhof | 4,825                | Landsberg (Lech)                    | 586 m                               |
| Strecke |                      | nach Schongau                       | nach Schongau                       |
| |                      |                                     |                                     |
| Quellen: |                      |                                     |                                     |

Die Bahnstrecke Kaufering–Landsberg am Lech ist eine eingleisige, nicht elektrifizierte Nebenbahn in Bayern. Sie zweigt in Kaufering von der Bahnstrecke München–Buchloe ab und führt nach Landsberg am Lech, wo sie in die Bahnstrecke Landsberg am Lech–Schongau übergeht. Die Königlich Bayerischen Staatseisenbahnen nahmen die Strecke 1872 in Betrieb.

## Geschichte
Erste Planungen für eine Eisenbahnanbindung der Stadt Landsberg am Lech gab es in den 1840er Jahren. Der Magistrat der Stadt setzte sich ab 1843 für eine Führung der geplanten Ludwig-Süd-Nord-Bahn über Landsberg ein, die jedoch zugunsten einer weiter westlich über Buchloe geführten Trasse abgelehnt wurde. Eine durch den Magistrat alternativ vorgeschlagene Stichbahn von Buchloe nach Landsberg wurde wegen zu hoher Baukosten 1845 ebenfalls verworfen.
Im Zuge der Planung der Hauptbahn München–Buchloe bemühte dich die Stadt Landsberg ab 1863 erneut um eine Bahnanbindung. Die Generaldirektion der Königlichen Verkehrsanstalten entschied sich allerdings im Oktober 1870, die Hauptbahn vier Kilometer nördlich der Stadt über Kaufering zu führen, da die Querung des Lechs dort erheblich einfacher und kostengünstiger möglich war. Zur Anbindung von Landsberg nahm die Generaldirektion stattdessen eine in Kaufering abzweigende Stichbahn in die Planung auf. Die Ausführung der Strecke übertrug sie an die bereits 1869 für den Bau der Hauptbahn eingerichtete Eisenbahnbausektion Landsberg unter Leitung des Sektionsingenieurs Abraham Straus. Die Baukosten wurden auf 276.000 Gulden veranschlagt, von denen die Stadt Landsberg ein Viertel zu tragen hatte.

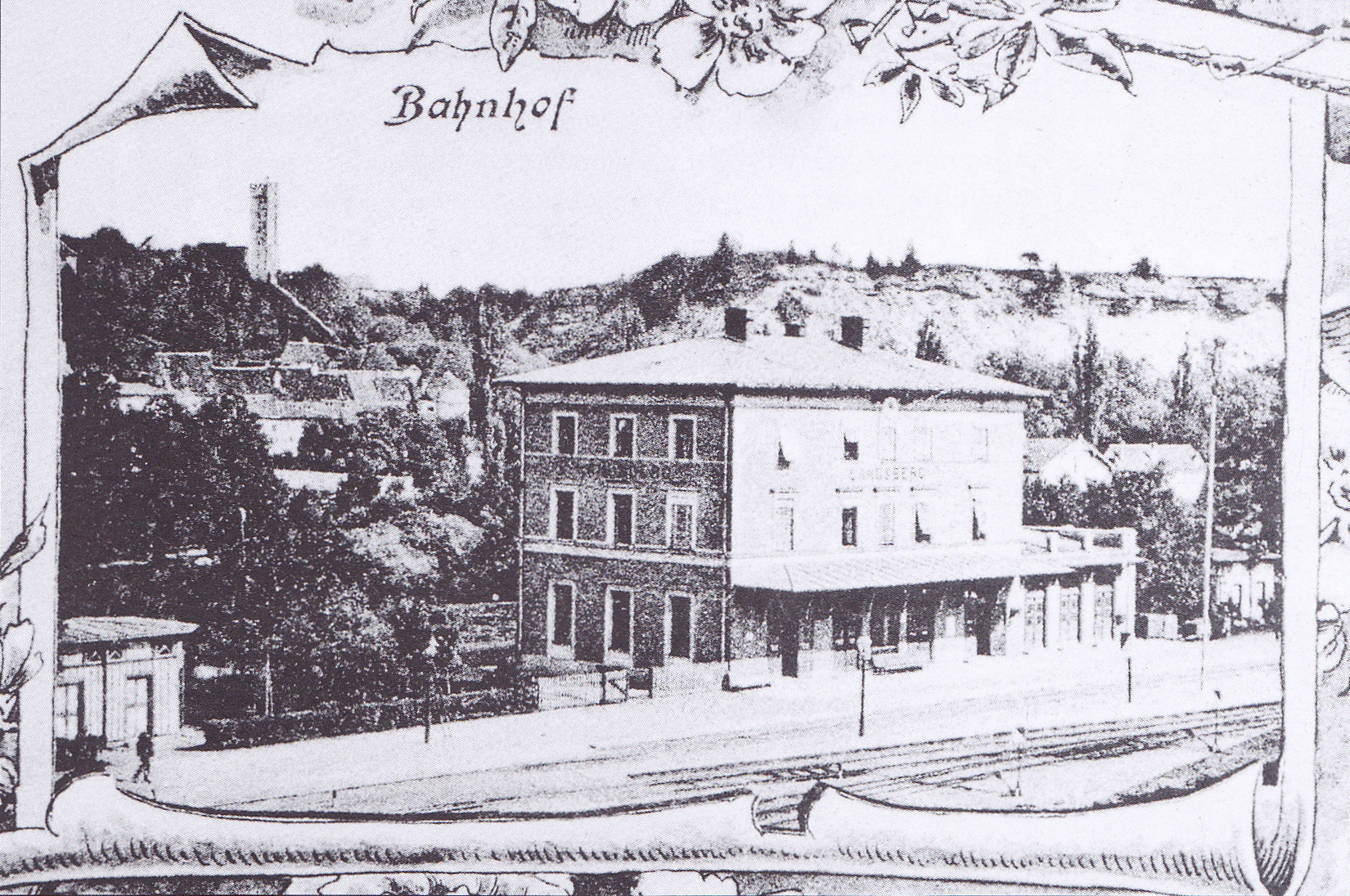
Bahnhof Landsberg (1900)

1870 begannen die Bauarbeiten für die Stichbahn, die aufgrund der einfachen Geländeverhältnisse schnell voranschritten. Umstritten war zunächst die Lage des Endbahnhofs in Landsberg: Die Stadt Landsberg sprach sich für einen Standort westlich der Altstadt nahe der Karolinenbrücke aus. Da diese Bahnhofslage jedoch einen Einschnitt in die Lechterrasse erforderte, zogen die Verkehrsanstalten eine kürzere Streckenführung mit einem Endbahnhof nördlich der Altstadt an der Sandauer Brücke vor. Indem die Stadt die Kosten für die zusätzlich zu erwerbenden Grundstücke übernahm, einigte sie sich 1871 mit den Verkehrsanstalten auf den Bahnhofsstandort an der Karolinenbrücke.
Bis zum Spätherbst 1871 war die Stichbahn weitgehend fertiggestellt; eine erste Probefahrt fand im Februar 1872 statt. Nach der Fertigstellung des ersten Abschnittes der Hauptbahn von Buchloe nach Kaufering nahmen die Bayerischen Staatseisenbahnen schließlich am 1. November 1872 den planmäßigen Betrieb zwischen Kaufering und Landsberg auf.
In den ersten Betriebsjahren verkehrten auf der Stichbahn lediglich Zubringerzüge zwischen Kaufering und Landsberg, von denen im Bahnhof Kaufering auf die Züge der Hauptbahn München–Buchloe umgestiegen werden konnte. Mit der Eröffnung der Bahnstrecke Bobingen–Kaufering setzten die Bayerischen Staatseisenbahnen ab dem 15. Mai 1877 täglich drei direkte Zugpaare von Augsburg über Kaufering nach Landsberg ein, die durch fünf Zugpaare Kaufering–Landsberg ergänzt wurden. Für die Fahrt von Kaufering nach Landsberg benötigten die Züge 12 Minuten.
Heute gehört die Streckeninfrastruktur der DB Netz AG. Sie ist Teil der Kursbuchstrecke 986 Lechfeld-Bahn von Augsburg nach Landsberg am Lech und wird seit dem Fahrplanwechsel im Dezember 2018 im Personenverkehr ausschließlich von Regionalbahnen (RB) der Bayerischen Regiobahn (BRB) bedient. Diese führen seit Dezember 2020 die Liniennummer RB 69 und verkehren im Halbstundentakt.

## Streckenbeschreibung

### Verlauf

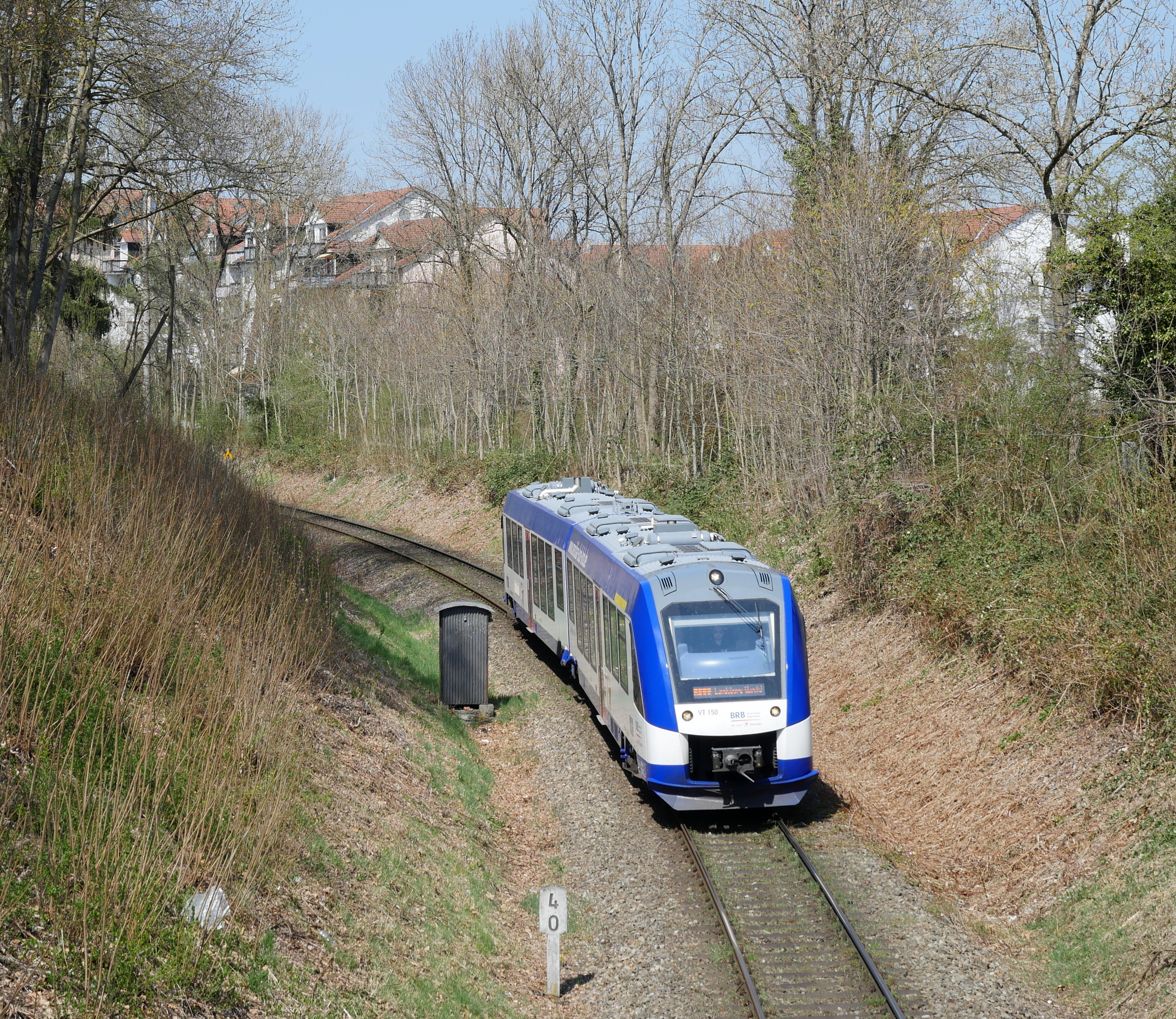
LINT 41 der Bayerischen Regiobahn im Einschnitt nördlich des Haltepunkts Landsberg Schule (2021)

Die Strecke beginnt im Bahnhof Kaufering am Südrand des Kauferinger Ortsgebiets. Am Ostkopf des Bahnhofs trennt sie sich von der Bahnstrecke München–Buchloe und biegt nach Süden ab, um auf einem Bahndamm in etwa 500 Metern Entfernung zum Lech zu verlaufen. Nach der Durchquerung eines Waldgebiets überquert sie bei Streckenkilometer 2,7 die Bundesautobahn 96 und erreicht das Siedlungsgebiet von Landsberg am Lech. Nach einem im Einschnitt verlaufenden Rechtsbogen liegt bei Kilometer 4,0 der Haltepunkt Landsberg (Lech) Schule. In einem Linksbogen folgt die Strecke dem Westufer des Lechs und überquert, nun nach Südosten führend, den Papierbach. Bei Kilometer 4,8 erreicht sie den Bahnhof Landsberg (Lech), an dem sie in die weiter nach Süden führende Bahnstrecke Landsberg–Schongau übergeht.

### Betriebsstellen

#### Kaufering
Der Bahnhof Kaufering (Lage) befindet sich in Neukaufering, etwa zwei Kilometer westlich des alten Kauferinger Ortskerns am anderen Lechufer. Der Bahnhof wurde 1872 zusammen mit der Strecke nach Landsberg eröffnet. Mit der Fertigstellung der Hauptbahn München–Buchloe wurde er 1873 zum Trennungsbahnhof und mit der Inbetriebnahme der Bahnstrecke Bobingen–Kaufering 1877 zum Kreuzungsbahnhof. Der Bahnhof war Wasser- und Lokomotivstation sowie Sitz einer Bahnmeisterei. Er hatte bis in die 2000er Jahre umfangreiche Gütergleisanlagen und verfügt über mehrere Gleisanschlüsse.

#### Landsberg (Lech) Schule
Die einzige Zwischenstation der Strecke ist der Haltepunkt Landsberg (Lech) Schule (Lage), der östlich der Justizvollzugsanstalt Landsberg zwischen dem Dominikus-Zimmermann-Gymnasium im Westen und dem Ignaz-Kögler-Gymnasium am anderen Lechufer liegt. Die Deutsche Bundesbahn nahm den Haltepunkt im Dezember 1980 in Betrieb. Er ist mit einem Seitenbahnsteig am Streckengleis ausgestattet, an dessen Nordende eine Fußgängerbrücke die Strecke überquert. Ursprünglich lag der Haltepunkt innerhalb des Bahnhofs Landsberg (Lech); 2007 wurde das nördliche Landsberger Einfahrsignal nach Süden verlegt, sodass er seitdem zur freien Strecke gehört.

#### Landsberg (Lech)
Der Bahnhof Landsberg (Lech) (Lage) befindet sich etwa 200 Meter westlich des Lechs; gegenüber der am Ostufer gelegenen Altstadt von Landsberg. Als Endbahnhof der Strecke war er Lokomotiv- und Wasserstation und mit einer Drehscheibe ausgestattet. Mit der Eröffnung der Lokalbahn Landsberg–Schongau 1886 wurde er zum Zwischenbahnhof. Die umfangreichen Anlagen für den Güterverkehr wurden ab den 1990er Jahren zurückgebaut; seit 2005 sind nur noch ein Stumpfgleis und ein durchgehendes Gleis vorhanden.

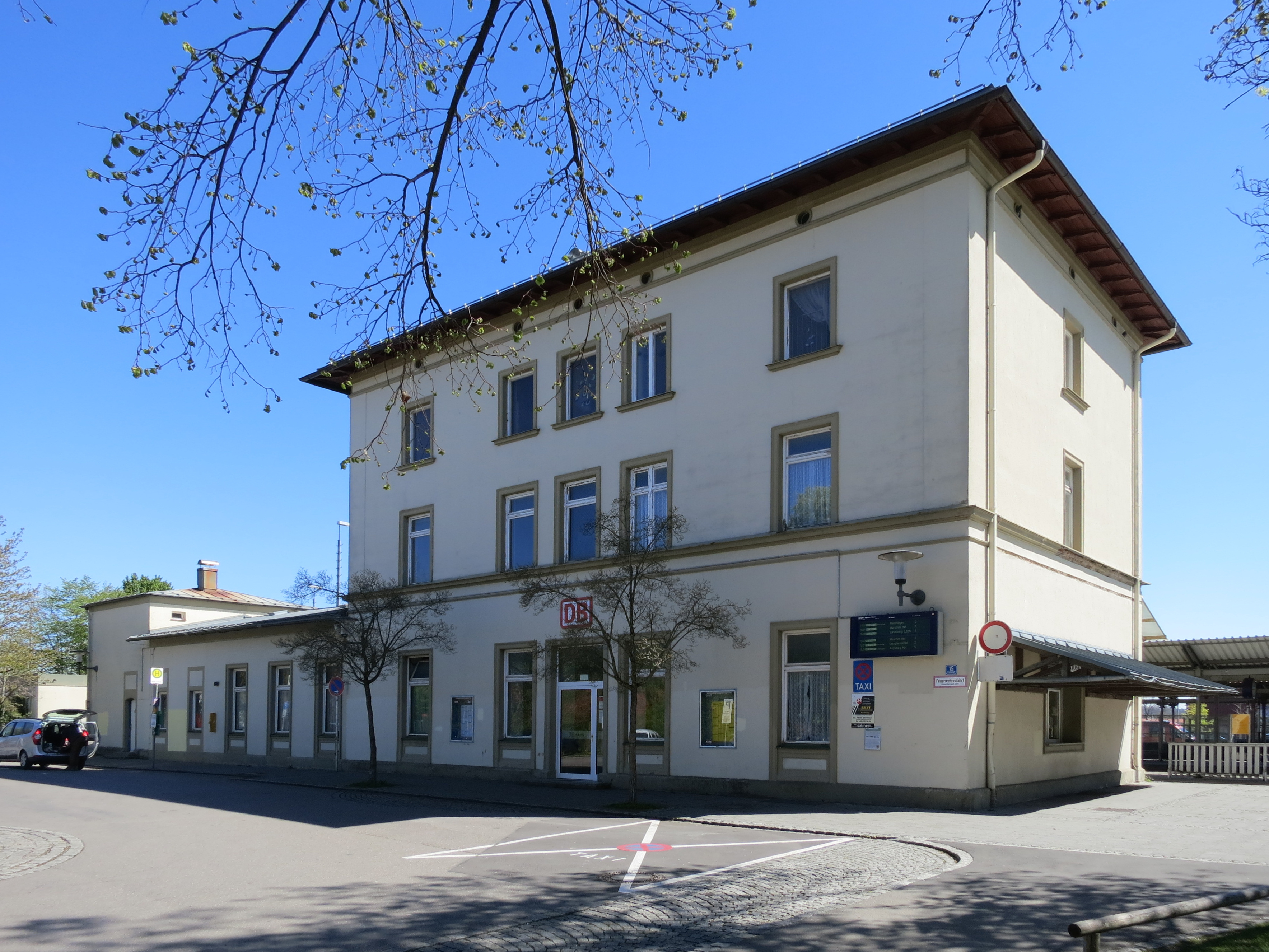
Das Kauferinger Empfangsgebäude
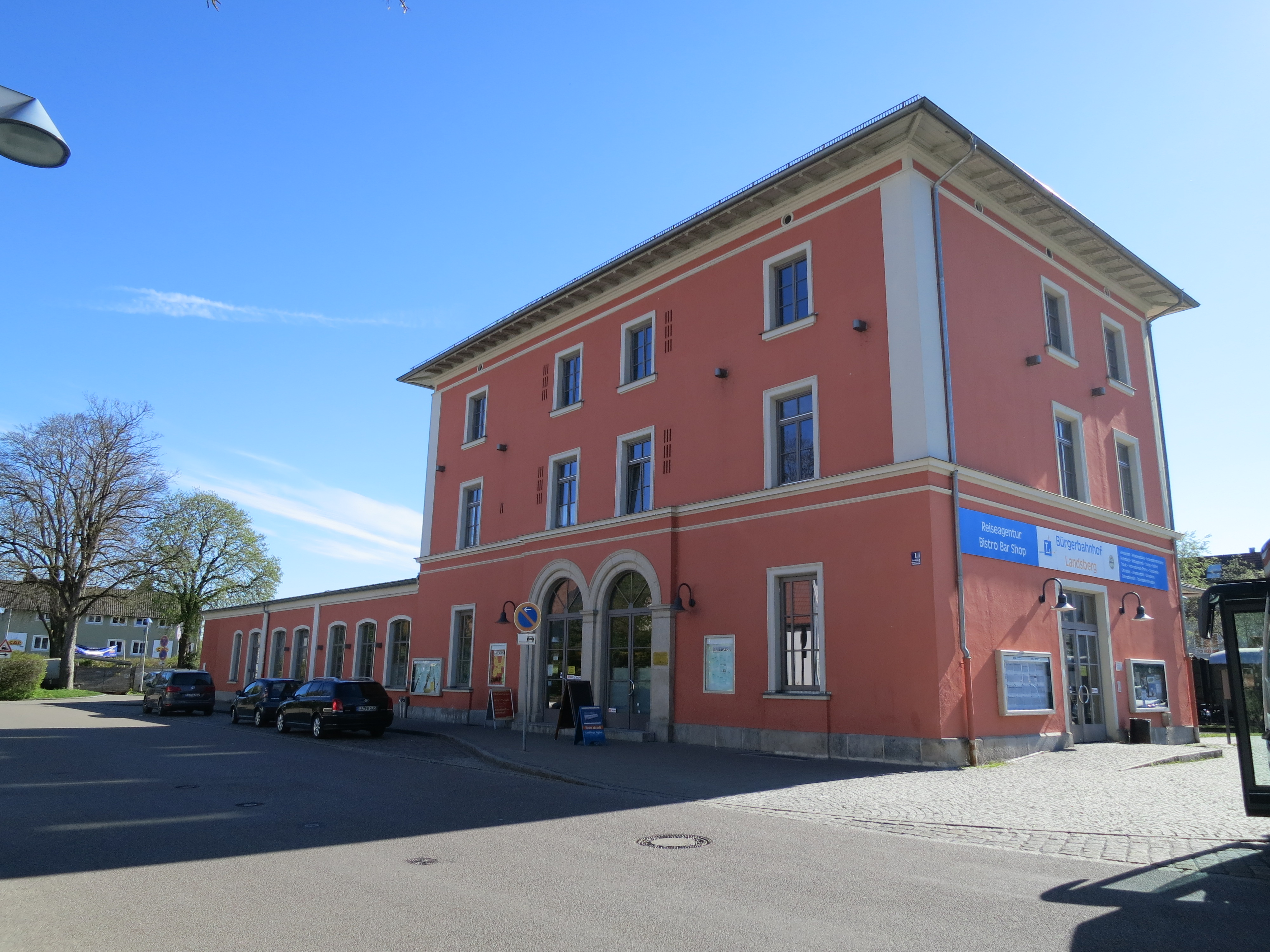
Das Landsberger Empfangsgebäude
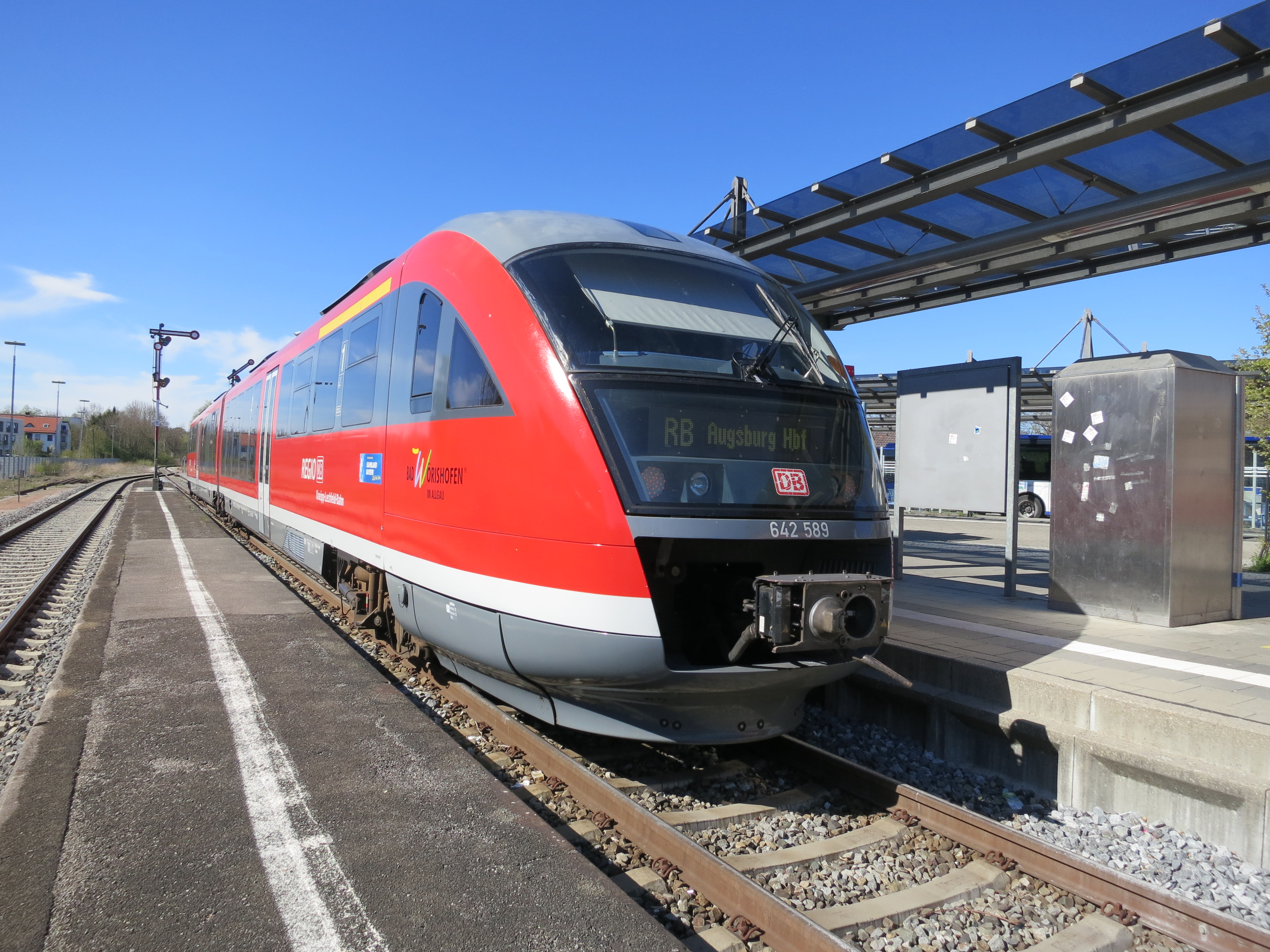
2014: Desiro-Triebwagen in Landsberg, damals wurde die Strecke noch von der Deutschen Bahn bedient